# Concejo Regional Shafir
Shafir (en hebreo: מועצה אזורית שפיר) (transliterado: Moatzá Azorit Shafir) es un concejo regional del Distrito Meridional  de Israel. El concejo fue fundado en los años cincuenta y el nombre proviene de la ciudad bíblica Shafir (Miqueas 1,11). El Concejo Regional Shafir incluye a varias poblaciones:

## Asentamientos
| nombre         | hebreo     |
| -------------- | ---------- |
| Alumah         | אלומה      |
| Even Shmuel    | אבן שמואל  |
| Merkaz Shapira | מרכז שפירא |

## Kibutz
| nombre    | hebreo    |
| --------- | --------- |
| Ein Zurim | עין צורים |

## Moshavim
| nombre         | hebreo      |
| -------------- | ----------- |
| Etan           | איתן        |
| Masuot Yitzhak | משואות יצחק |
| Noam           | נועם        |
| Komemiyut      | קוממיות     |
| Rehava         | רווחה       |
| Shafir         | שפיר        |
| Shalwa         | שלווה       |
| Uza            | עוזה        |
| Zavdiel        | זבדיאל      |
| Zerayah        | זרחיה       |